# 马克·科恩
马克·科恩（英語：Mac Cone，1952年8月23日—），加拿大男子马术运动员。他曾代表加拿大参加1996年和2008年夏季奥林匹克运动会马术比赛，其中2008年奥运会获得一枚银牌。